# Пирятинский народный историко-краеведческий музей
Пирятинский народный историко-краеведческий музей — исторический музей, который расположен в городе Пирятин Полтавской области на улице Пушкина, 47.

## История
Пирятинский народный историко-краеведческий музей открылся в ноябре 1967 году и вначале его здание было расположено на улице Ленина, 33. В 1984 году музей перенесли в помещение Собора Рождества Богородицы, который в тот момент был закрыт для прихожан, а еще позже музей расположился на улице Пушкина, 47. Этот дом был одним из самых старых в городе и когда-то принадлежал дворянской семье Гаркуш-Згурских. Музейная экспозиция размещается в 5 залах, на площади 160 метров квадратных, и вмещает по один данным — почти 2000 тысячи, по другим — свыше 3 тысяч экспонатов, и регулярно пополняется. Всего в музейных фондах хранится до 12 000 экспонатов. В музее хранятся материалы про известных людей, родившихся и живших в Пирятине, среди которых есть археологи, этнографы, академики, депутаты. Есть отдел, в котором представлены керамические изделия труда, части лепной посуды, изделия из камня и металла, оружия, античные находки, монеты и украшения. Одним из основателей музея был Анатолий Святогор.
В первом зале музея хранятся экспонаты, которые отображают историю от каменного века до 1900 года на Пирятинщине, во втором зале — экспонаты, которые относятся к периоду от 1900 года до Великой Отечественной войны, в третьем зале — экспонаты, которые имеют отношение к боевым подвигам жителей города, в четвертом — экспозиция украинского национального быта, в пятом зале — экспонаты, которые относятся к XXI веку.
В 1993 году районный музей получил статус народного согласно решению коллегии областного управления культуры.
В музее есть экспонаты времен Киевской Руси: сельскохозяйственные и ремесленные орудия труда, предметы быта, украшения, оружие, культовые предметы. Есть раздел, который относится к эпохе казачества. Среди его экспонатов — бронзовый восьмипирный жезл первой половины XVII века, и письмо, которое было написано атаманом Запорожской Сечи Петром Калнышевским. Можно также увидеть предметы быта мещан, казаков, монеты, оружие, медную и деревянную посуду.
В музее хранятся старинные учебники, знаки отличия, мебель, аттестаты, фотографии, сделанные в прошлых веках.
В музейной экспозиции представлены экспонаты, которые наиболее полно демонстрируют жизнь на Пирятинщине в XVIII—XIX веках. Здесь представлены орудия труда, деревянная посуда, коллекция керамики, обувь, иконы, подсвечники. Представлены материалы о событиях Великой Отечественной войны.
11 ноября 2016 года музей отметил 49 годовщину с момента открытия музея в городе Пирятине. Глава районного историко-краеведческого общества Александр Рудковский провел презентацию на тему создания и открытия музея.
В музее есть небольшая коллекция украшений прошлых столетий, среди которых есть и дукачи — женское украшение конца XVIII—XIX века, которое изготавливали из бронзы. Дукачи часто одевались на коралловые бусы, и в семье передавались из поколения в поколение. На этом украшении чеканились профили императоров, императриц или сцены из святого письма. До недавнего времени в экспозиции краеведческого музея было 5 дукачей. Но позже коллекция пополнилась еще 9 экспонатами и книгой об этих украшениях. Так в музее была собрана полная коллекция. Осенью 2018 года появилась информация про возможное открытие в обозримом будущем выставки дукачей.
Выходные дни в музее — воскресенье, понедельник, санитарный день — последняя суббота месяца.